# Estel de tecneci
Un estel de tecneci o estrella de tecneci és un estel peculiar l'espectre del qual conté línies d'absorció de tecneci, un metall lleugerament radioactiu. L'isòtop més estable del tecneci és el 98Tc amb un període de semidesintegració de 4,2 milions d'anys, un període massa curt perquè sigui un material preexistent a la formació de l'estel i, per tant, pertanyent al núvol de pols que la formà. Per tant, la detecció en 1952 de tecneci en l'espectre estel·lar, proporcionà una prova incontestable de la nucleosíntesi en els estels,
Els estels rics en tecneci pertanyen a la classe d'estels de la branca asimptòtica de les gegants — estels que són com gegants vermells, però amb una lluminositat una mica més alta, i que cremen hidrogen en les capes interiors. Els membres d'aquesta classe canvia a cremar la capa d'heli amb un interval d'uns 100.000 anys, en l'anomenat drenatge (dredge-up en anglès). Els estels de tecneci pertanyen a classes estel·lars M, MS, S, SC i C-N. Moltes vegades es tracta d'estels variables de llarg període.
Investigacions actuals indiquen que la presència de tecneci en estels de la branca asimptòtica de les gegants succeeix després d'una evolució, i que una quantitat significativa d'aquests estels no mostren metalls en el seu espectre. La presència de tecneci sembla estar relacionada a l'anomenat tercer drenatge en la història dels estels.
Un exemple d'estel de tecneci és la variable Mira R Geminorum.